# سرتلان (غرمسار كرمان)
سرتلان (بالفارسية: سرتلان) هي منطقة سكنية تقع في إيران في قسم غرمسار الریفي. يقدر عدد سكانها بـ 0 نسمة بحسب إحصاء 2016.